# 闪电-8导弹
闪电-8导弹也译为巴拉克-8导弹，是以色列和印度共同开发的区域防空导弹，可供陸上部署或艦載，用于打击飞机、反舰导弹和无人机。它所用的雷达系统是目前最轻量级的舰载相位陣列雷達系统。

## 开发
2007年一月经过反复谈判，印度和以签下了3.3亿美元的合約用于共同开发防空导弹，当时称为闪电II项目。也称为闪电-8导弹。以色列负责一半费用，一共有以、印度国防研究开发局（DRDO）和印度海军三家参与研制。印度称之为LRSAM项目。
2003年9月，以色列Elta公開了新研發的EL/M-2248 MF-STAR固態主動相控陣系統，這是目前世界上體積重量最低的艦載主動相控陣雷達。2008年，
為了配合配MF-STAR系統，以色列Elta（被IAI購併）與拉斐爾又進一步開發新世代巴拉克（Barak NG）區域防空導彈，稱為巴拉克-8（Barak-8），同樣採用垂直發射，換裝主動雷達尋標器，並使用新的雙節脈衝固態火箭推進器，射程也大幅提高為70至100km，可對付戰機與反艦導彈。
巴拉克-8彈長約為4.5m，直徑0.25m，發射重量約275kg，戰鬥部重量為60kg。 接下來Elta也打算繼續精進巴拉克-8的性能，進一步提高射程，並朝著低高度反彈道導彈的目標發展。結合MF-STAR傑出的多目標同時追踪能力與巴拉克-8主動雷達製導的射後不理能力，能讓艦艇同時間打擊多個來自不同方位、高度的空中目標。

## 测试
- 2010年5月，闪电-II导弹成功地击中了靶子，第二次测试是同年在印度进行的。[12]  “超过七成的研制技术是印度本国的”DRDO总长V. K. Saraswat如是说。[13]

## 用户
- [14]

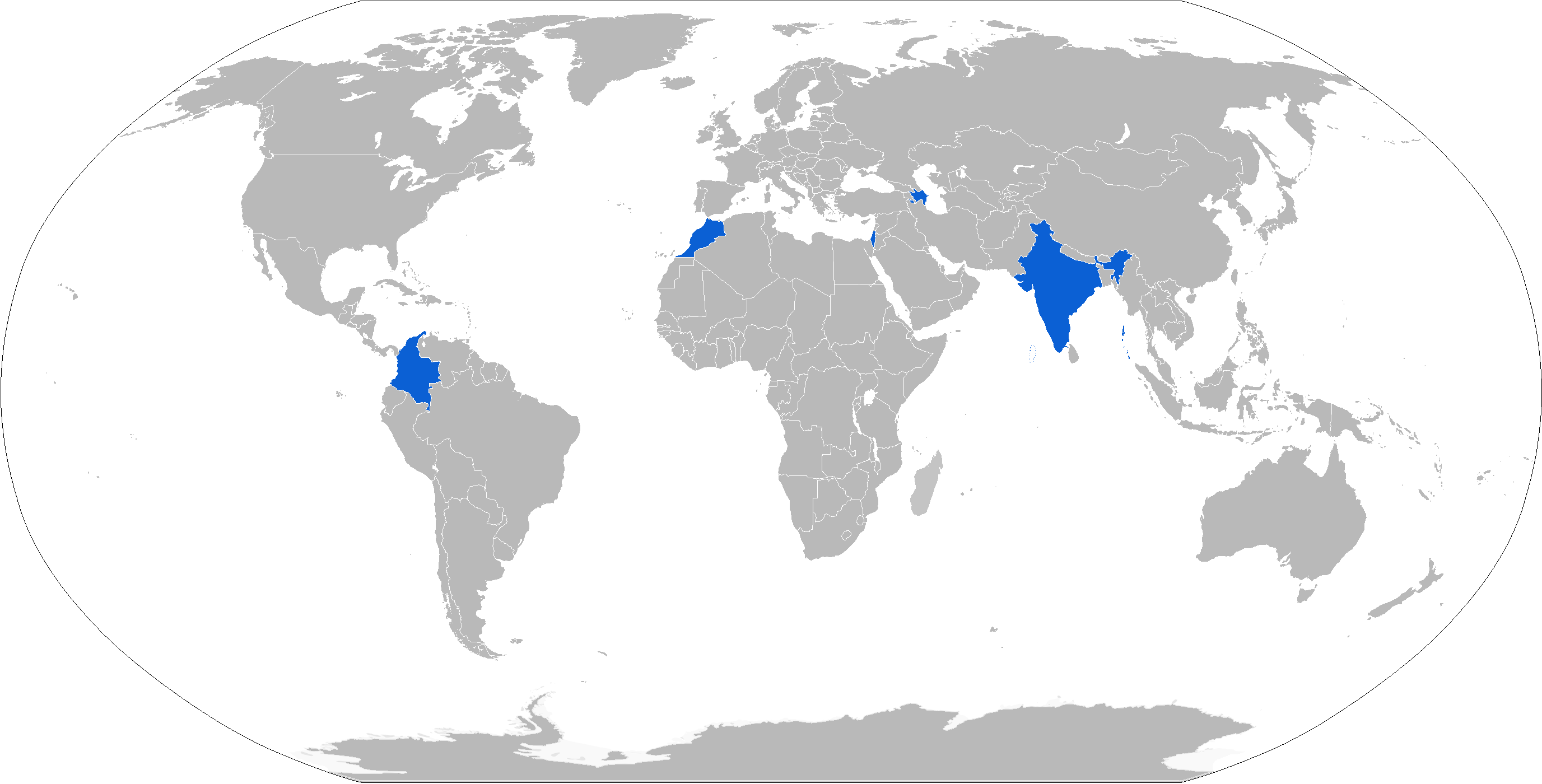
閃電-8飛彈用戶

- 以色列 - 萨尔5型护卫舰、薩爾6型護衛艦[15]

- 印度 - 加尔各答级驱逐舰、維沙卡帕特南級驅逐艦、超日王号航空母舰、维克兰特级航空母舰

## 外部連結
- Barak 8 on IAI website （页面存档备份，存于）
- Jane's Naval Weapons: Barak 1/2/8 （页面存档备份，存于）
- Defense Industry Daily - India & Israel Introducing MR-SAM （页面存档备份，存于）
- Defense Update - Barak-8 MR-SAM program （页面存档备份，存于）
- The Indian Express (Oct 12/06) - What CBI does not say: Trishul a DRDO dud, that's why Barak deal （页面存档备份，存于）
- https://web.archive.org/web/20100414004845/http://www.bharat-rakshak.com/NAVY/Barak.html